# Unruhen in Belfast 1920–1922
Bei Unruhen in Belfast zwischen 1920 und 1922 starben knapp 500 Menschen. Die Mehrzahl der Opfer wurde von Heckenschützen erschossen. Die Auseinandersetzungen fanden vor dem Hintergrund des Irischen Unabhängigkeitskrieges statt, in dem die IRA für eine von Großbritannien unabhängige Irische Republik kämpfte. Belfast wurde mehrheitlich von protestantischen Unionisten bewohnt, die für das Fortbestehen der Union mit Großbritannien eintraten. 1921 wurde Irland geteilt; Belfast wurde Hauptstadt von Nordirland. Die Unruhen in Belfast und weiteren Landesteilen hatten tiefgreifende Konsequenzen für das Verhältnis zwischen der von Unionisten gestellten Regierung und der katholisch-nationalistischen Minderheit Nordirlands.

## Vorgeschichte
1912 verabschiedete das britische Unterhaus die dritte Home Rule Bill, die eine Selbstregierung Irlands vorsah. In Irlands nördlichster Provinz Ulster stellten protestantische Unionisten eine knappe Mehrheit. Sie lehnten die Selbstregierung Irlands vehement ab. 1912 entstand mit der Ulster Volunteer Force (UVF) eine unionistische Miliz mit über 100.000 Mitgliedern. Befürworter einer Selbstregierung sammelten sich in den Irish Volunteers. Mit Beginn des Ersten Weltkrieges wurden die Pläne zur Selbstregierung vorübergehend ausgesetzt. Viele Mitglieder der UVF und der Irish Volunteers kämpften im Weltkrieg in der britischen Armee. Der Osteraufstand 1916 und die nachfolgenden Wahlerfolge Sinn Féins lösten unter protestantischen Unionisten einen Schock aus. Der Irische Unabhängigkeitskrieg ab 1919 wurde von vielen Unionisten Ulsters als ethnische Säuberung der protestantischen Minderheit im Süden und Westen der Insel gesehen.
Belfast hatte bei der Volkszählung 1911 knapp 387.000 Einwohner, von denen gut 24 Prozent Katholiken waren. Im 19. Jahrhundert war es in der Stadt mehrfach zu gewaltsamen Auseinandersetzungen zwischen Protestanten und Katholiken gekommen. Belfast war ein Zentrum der Textil- und Werftindustrie. Beide Branchen waren im Ersten Weltkrieg gut ausgelastet; insbesondere die Werften mit ihren zuvor fast ausschließlich protestantischen Belegschaften stellten vermehrt Katholiken ein. Nach Kriegsende kam es zu einer Wirtschaftskrise; im Januar 1922 waren in Belfast 27 Prozent der versicherten Arbeiter beschäftigungslos.

## Verlauf

### Ausbruch der Unruhen

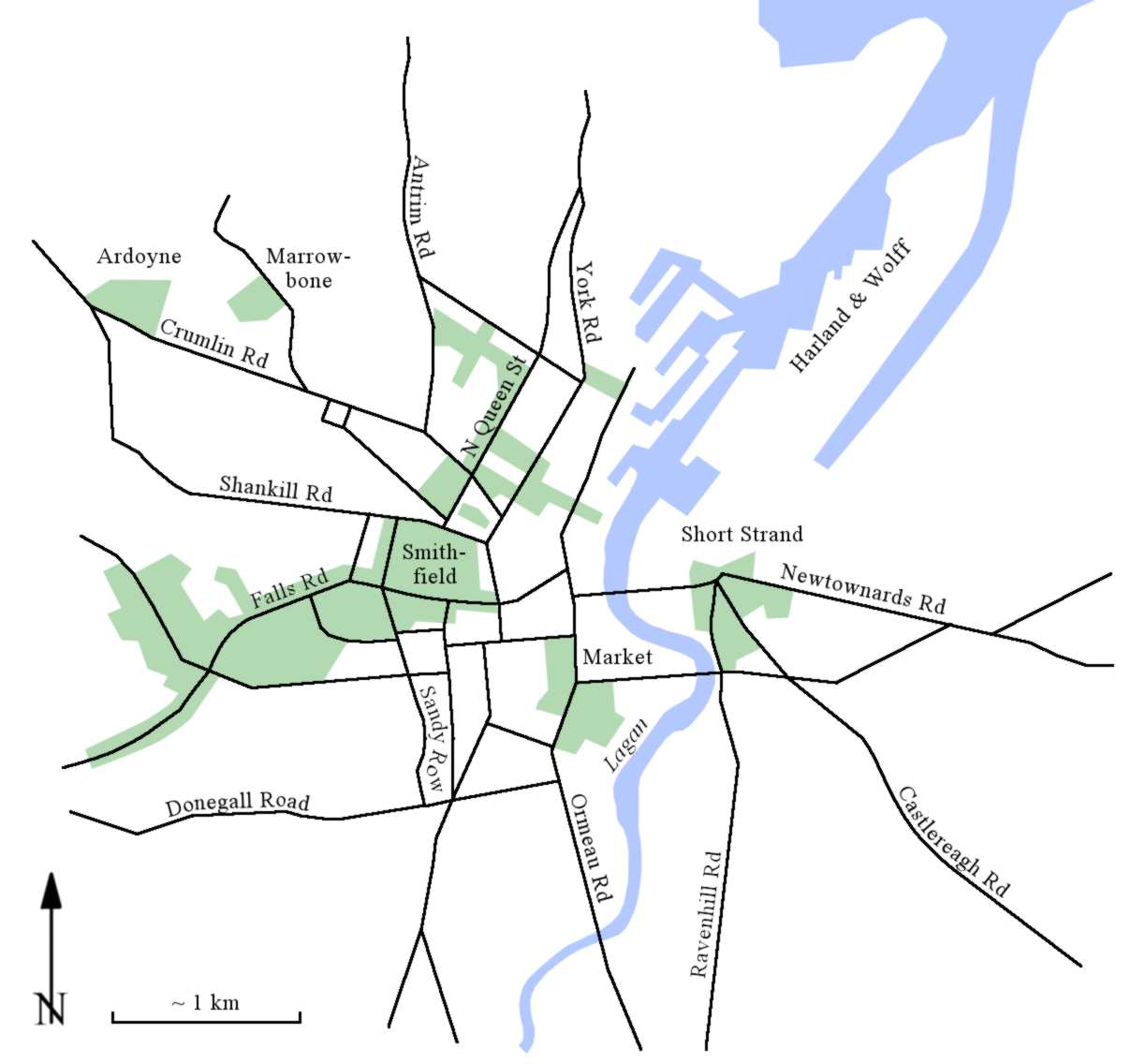
Katholische Wohnviertel in Belfast (1911)

Der führende unionistische Politiker Edward Carson erklärte am 12. Juli 1920 auf einer Gedenkveranstaltung des Oranier-Ordens an die Schlacht am Boyne, in Ulster gebe es keine Toleranz für Sinn Féin. Falls es keinen Schutz vor den Machenschaften Sinn Féins gebe, werde man die Dinge selbst in die Hand nehmen. Wenige Tage später ermordete die IRA einen hochrangigen Polizisten in Cork. Bei der Beerdigung des Polizisten in seiner Heimatstadt Banbridge kam es zu gewaltsamen Übergriffen auf die Katholiken der Stadt.
Am 21. Juli rief die Belfast Protestant Association (BPA) zu einer Versammlung vor der Werft Workman, Clark auf, an der 5000 Menschen teilnahmen. Versammlungsteilnehmer erzwangen sich Zutritt zur Werft Harland & Wolff und vertrieben dort arbeitende Katholiken, aber auch protestantische Gewerkschafter. Katholiken wurden brutal zusammengeschlagen, zum Teil sprangen sie auf der Flucht in Hafenbecken. Auch in anderen Betrieben der Maschinenbau- und Textilindustrie Belfasts kam es zu Vertreibungen, die teils von Arbeitskollegen, teils von marodierenden Banden initiiert wurden. Die BPA organisierte Bürgerwehren, um Arbeiter an der Rückkehr zu ihren Arbeitsplätzen zu hindern. Teilweise kam es auch zu Vertreibungen von Protestanten aus von Katholiken dominierten Berufen wie Brauerei- oder Hafenarbeiter.
Noch am 21. Juli brachen Unruhen im Osten Belfasts um das katholische Wohngebiet Short Strand aus. Von den Werften kommende Straßenbahnen wurde angegriffen, protestantische Mobs attackierten die katholische Kirche von Short Strand. Innerhalb von 48 Stunden wurden etwa 60 Sprit Groceries geplündert oder in Brand gesteckt; eine damals weit verbreitete Kombination aus Pub und Lebensmittelgeschäft, deren Besitzer häufig Katholiken waren. Bei Einbruch der Dunkelheit kam es zu Schießereien, die auf weitere Teile Belfasts übergriffen, insbesondere die Grenze zwischen der von Katholiken bewohnten Falls Road und der von Protestanten bewohnten Shankill Road. Die britische Armee versuchte die Unruhen durch den Einsatz von Schusswaffen zu beenden.
In Folge der Unruhen flüchteten vor allem Katholiken aus ihren Häusern, insbesondere dort, wo sie in der Minderheit waren, oder an den Rändern ausschließlich protestantischer Viertel. Häufig waren die Flüchtlinge verbal, schriftlich oder durch Gewalt wie eingeworfene Fenster eingeschüchtert worden. Besonders betroffen waren kleinere katholische Gebiete wie Short Strand oder Marrowbone, wo ganze Straßenzüge niedergebrannt wurden. Zum Teil kam es auch zum einvernehmlichen Tausch von Häusern zwischen Protestanten und Katholiken. Bevorzugtes Fluchtziel waren vergleichsweise sichere Gegenden wie die Falls Road, wo die Flüchtlinge bei Verwandten, in Sälen oder Schulen unterkamen. Vorübergehende Fluchtziele waren auch Schottland und der Süden Irlands.
Die Belfaster Straßenbahn war ein häufiges Ziel von Anschlägen, da aus dem Fahrziel recht sicher auf die Konfession der Fahrgäste geschlossen werden konnte und die Täter kein „feindliches“ Gebiet aufsuchen mussten. Zum Teil wurden Fahrgäste nach ihrer Konfession befragt, ehe sie zusammengeschlagen wurden. Die Triebwagen wurden durch Maschendraht geschützt, der Flaschen und Steine, nicht jedoch Bomben und Handgranaten abhalten konnte. Nach Zeitzeugenberichten durchfuhren die Züge Straßen, in denen häufig Heckenschützen aktiv waren, mit hoher Geschwindigkeit, wobei sich die Fahrer hinter das Fahrpult kauerten und die Fahrgäste sich auf den Boden warfen. Mindestens 25 Fahrgäste starben bei Anschlägen.
Ab dem 25. August kam es zu weiteren schweren Unruhen in Belfast. Auslöser war ein Anschlag der IRA in Lisburn, bei dem der Polizist Oswald Swanzy erschossen wurde. Swanzy stand bei Republikanern im Verdacht, an der Ermordung des  Bürgermeisters von Cork, Tomás MacCurtain, beteiligt gewesen zu sein. Im Oktober 1920 beruhigte sich die Lage, gleichwohl es in den folgenden sechs Monaten weiterhin zu einzelnen Zwischenfällen kam.
Dem Historiker Alan F. Parkinson zufolge brachen die Unruhen nicht als Teil einer geplanten Kampagne aus, auch wenn es seit Beginn des Irischen Unabhängigkeitskrieges Vorbereitungen radikaler Unionisten (auch als Loyalisten bezeichnet) gegeben habe.

### Belfast-Boykott und Wahl des nordirischen Parlaments
Anfang August 1920 bildete sich in Belfast ein Boykott-Komitee, dem unter anderen der katholische Bischof Joseph MacRory, der IRA-Führer Frank Aiken und der Dáil-Abgeordnete Seán MacEntee (Sinn Féin) angehörten. Mit einem Boykott Belfaster Firmen sollte eine Wiedereinstellung der von ihrem Arbeitsplatz Vertriebenen erreicht werden. Der Dáil lehnte einen Boykott zunächst ab; allerdings fand der Boykott wenige Tage später die Unterstützung der provisorischen südirischen Regierung. Anfänglich blieb die Beteiligung am Boykott verhalten, ehe Anfang 1921 Joseph MacDonagh die Leitung des Boykotts übernahm. Im Sommer 1921 bestanden in ganz Irland rund 400 Boykott-Komitees; IRA-Einheiten versuchten, den Boykott gewaltsam durchzusetzen. Historiker stufen den Boykott als nur in wenigen Bereichen erfolgreich oder nahezu völlig kontraproduktiv ein. Der Handel zwischen Belfast und anderen Landesteilen ging zurück; die Wirtschaftsbeziehungen der Stadt zu Großbritannien verstärkten sich. Zugleich verschärfte der Boykott die Gegensätze zwischen Republikanern und Unionisten.

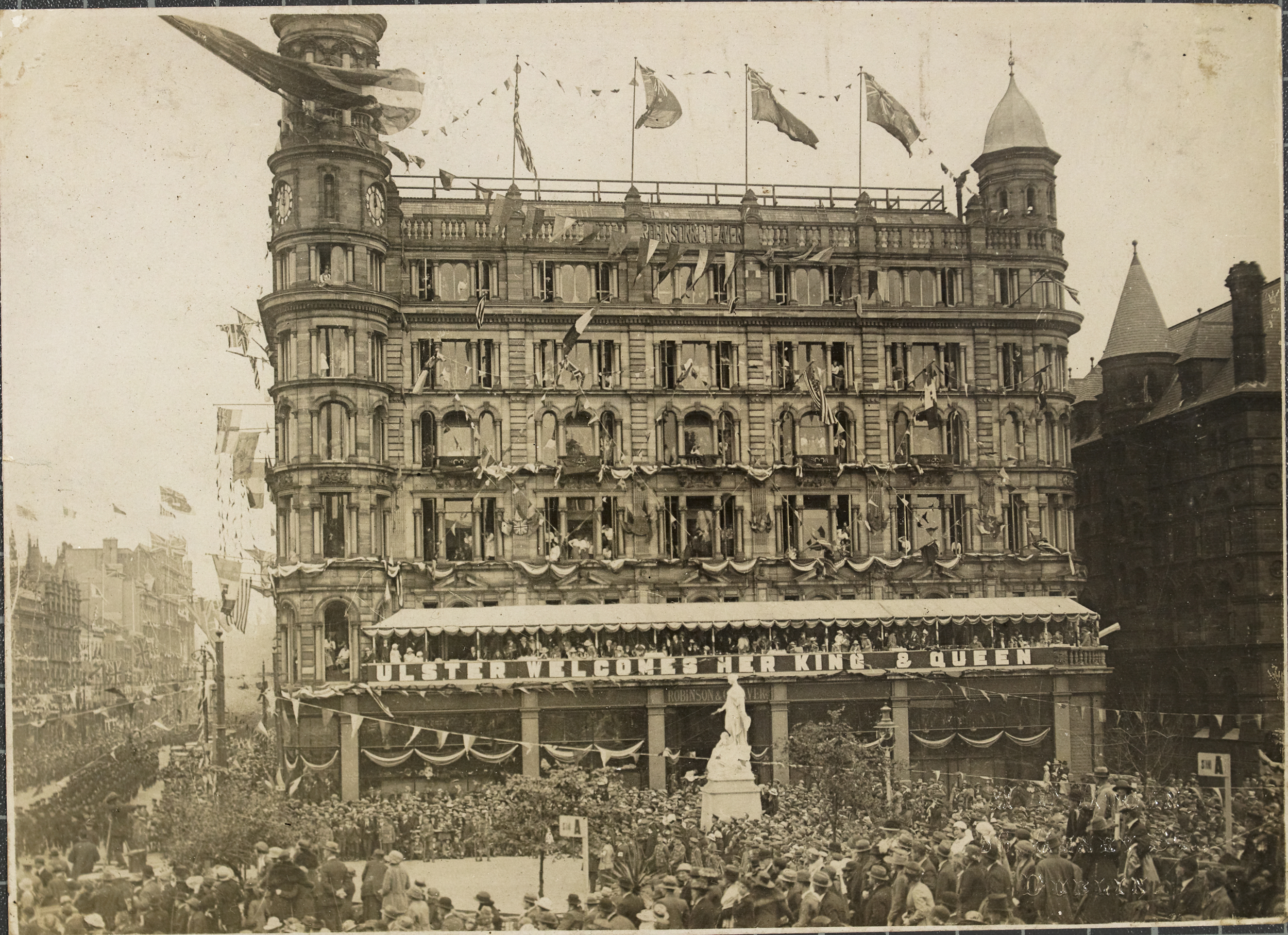
Menschenmenge vor geschmücktem Kaufhaus beim Besuch Königs Georg V. in Belfast am 22. Juni 1921

Das britische Parlament verabschiedete im Dezember 1920 den Government of Ireland Act, der die Schaffung zweier Parlamente zur autonomen Selbstverwaltung Irlands vorsah: Das nordirische Parlament mit Sitz in Belfast sollte für die sechs nordöstlichen Grafschaften Ulsters zuständig sein, das südirische Parlament für die anderen 26 Grafschaften Irlands. Die ersten Wahlen zum nordirischen Parlament am 24. Mai 1921 endeten mit einem Wahlsieg der Unionisten, die 40 Mandate errangen. Je sechs Mandate entfielen auf Sinn Féin und die gemäßigte United Irish League um Joseph Devlin. Im Wahlkampf war es bei starker Präsenz der Sicherheitskräfte nur zu relativ wenigen Zwischenfällen gekommen. In der ersten Parlamentssitzung wurde James Craig zum nordirischen Premierminister gewählt; er hatte im Februar Edward Carson als Führer der Unionisten abgelöst. Bei der feierlichen Parlamentseröffnung am 22. Juni rief König Georg V. zu Frieden, Versöhnung und Vergebung auf. Der Besuch des Königs in Belfast löste bei Unionisten großen Jubel aus; von Nationalisten wurde er weitgehend ignoriert. Die nationalistischen Abgeordneten waren der Parlamentseröffnung ferngeblieben.

### Ende des Unabhängigkeitskrieges
Am 9. Juli 1921 schlossen die britische Armee und die IRA einen Waffenstillstand im Unabhängigkeitskrieg, der zwei Tage später in Kraft trat. Gemäß den Waffenstillstandsbedingungen wurde die Übertragung von Befugnissen von der britischen an die nordirische Regierung ausgesetzt und die Rekrutierung von Polizisten eingestellt – beides Bedingungen, durch die sich die Unionisten benachteiligt sahen. Der Waffenstillstand und die Deeskalation in anderen Teilen der Insel verstärkten die Gewalt in Belfast: Noch am 9. Juli verübten IRA-Mitglieder unweit der Falls Road einen Anschlag auf eine Polizeipatrouille, bei dem ein Polizist getötet und zwei verletzt wurden sowie ein gepanzertes Fahrzeug zerstört wurde. Der folgende Tag wurde als Blutsonntag von Belfast bekannt: An ihm starben 16 Menschen, darunter 11 Katholiken; 161 Häuser wurden zerstört. Im Gebiet zwischen der Falls Road und der Shankill Road kam es zu anhaltenden Schießereien und Straßenschlachten zwischen rivalisierenden Menschenmengen. Das vierte Quartal 1921 verlief vergleichsweise ruhig. Allerdings starben Ende November innerhalb von drei Tagen mindestens 24 Menschen, meist durch Heckenschützen, die im Norden und Osten Belfasts aktiv waren.
Am 6. Dezember wurde in London der Anglo-Irische Vertrag unterzeichnet. Er beendete den Unabhängigkeitskrieg; im Süden der Insel entstand der Irische Freistaat. Bei den Verhandlungen in London war die Zukunft Ulsters und die Teilung Irlands kein dominantes Thema. Der Vertrag spaltete die irischen Republikaner in Vertragsgegner und -befürworter. In Belfast befürwortete eine deutliche Mehrheit der Katholiken den Vertrag, wobei pragmatische Gründe wie die Sicherheit der katholisch-nationalistischen Minderheit ausschlaggebend waren. Bei Unionisten, die die Verhandlungen in London mit Misstrauen verfolgt hatten, fand der Vertrag wachsende Akzeptanz.

### Höhepunkt der Unruhen
Das erste Halbjahr 1922 war der Höhepunkt der Unruhen in Belfast. Versuche, die Gewalt und die damit einhergehende politische Instabilität durch zwei Vereinbarungen zwischen der süd- und der nordirischen Regierung – vertreten durch Michael Collins und James Craig – zu beenden, scheiterten. Die von Winston Churchill vermittelten Vereinbarungen sahen unter anderem die Wiedereinstellung der vertriebenen Arbeiter, ein Ende des Belfast-Boykotts, eine bessere Kontrolle der Polizei in Nordirland und eine stärkere Beteiligung der Katholiken an der Polizei vor.
Zu den besonders brutalen Anschlägen dieser Phase der Unruhen zählte ein Anschlag in der katholischen Weaver Street am 13. Februar, bei der Loyalisten eine Bombe in eine Gruppe spielender Kinder warfen. Sechs Kinder starben, 20 wurden verletzt. Churchill nannte den Anschlag in einem Telegramm an Collins das schlimmste Ereignis in Irland in den vergangenen drei Jahren. Zwischen dem 12. und 16. Februar starben über 30 Menschen in Belfast, meist bei Schießereien. Zuvor hatte die IRA im Grenzgebiet von Tyrone und Fermanagh 42 Unionisten entführt. Am 19. Mai selektierte ein neunköpfiges IRA-Kommando die Angestellten einer Böttcherei nach ihrer Konfession, erschoss drei Protestanten und verletzte einen vierten. Am 24. Mai wurde ein Katholik aus Short Strand von einer Gruppe Loyalisten auf einer Brücke über den Lagan zusammengeschlagen und halb bewusstlos in den Fluss geworfen, wo er ertrank. Unbekannte Täter überfielen am 1. Juni die katholische Haushälterin eines protestantischen Arztes und steckten ihre Kleidung in Brand, die sie zuvor mit Benzin übergossen hatten. Die Frau überlebte schwer verletzt.
Die IRA verübte insbesondere im Mai und Juni 1922 eine Serie von Brandanschlägen, die sich vor allem gegen Geschäfte und Bürogebäude richtete. Bei 31 Anschlägen innerhalb von 15 Tagen entstand ein Sachschaden von £500.000. Aus Sicht der IRA waren die Brandanschläge Angriffe auf die „Paten“ des loyalistischen Terrors, ohne dass dabei die Gefahr einer Vergeltung an der katholischen Minderheit bestand. Am 22. Mai erschoss die IRA im Belfaster Stadtzentrum den unionistischen Abgeordneten im nordirischen Parlament, William Twaddell. Am 22. Juni wurde Feldmarschall Henry Hughes Wilson von zwei IRA-Mitgliedern in London ermordet. Wilson war im Februar 1922 in einem nordirischen Wahlkreis als Unionist ins britische Unterhaus gewählt worden; zudem war er Sicherheitsberater der nordirischen Regierung.

### Ende der Unruhen
Nach dem Mord an dem Abgeordneten Twaddell ließ die nordirische Regierung am 22. und 23. Mai in ganz Nordirland rund 200 Personen verhaften und internierte sie ohne Gerichtsverfahren. Die bereits länger geplanten Internierungen betrafen anfänglich fast ausschließlich katholische Nationalisten. Die Internierten wurden zunächst in Gefängnissen und auf einem Militärgelände untergebracht und später auf dem Gefängnisschiff HMS Argenta. Insgesamt wurden zwischen Mai 1922 und Ende 1924 728 Menschen interniert. Rechtliche Grundlage der Internierungen war der Civil Authorities (Special Powers) Act (Northern Ireland) 1922, eine Sondergesetzgebung, die am 7. April 1922 in Kraft getreten war, auch Ausweisungen aus Nordirland erlaubte und die Prügelstrafe für unerlaubten Waffenbesitz vorsah.
Am 28. Juni begann im Irischen Freistaat der Bürgerkrieg, in dem sich Befürworter und Gegner des Anglo-Irischen Vertrages bekämpften. Der Bürgerkrieg verstärkte die Isolation der katholischen Minderheit im Norden und führte im Sommer 1922 zusammen mit zunehmenden Erfolgen der Sicherheitskräfte infolge der Sondergesetzgebung zu einem starken Rückgang der Gewalt. In den folgenden Monaten kam es noch zu einzelnen Zwischenfällen; letztes Todesopfer der Unruhen war eine Katholikin aus Short Strand, die am 6. Oktober 1922 beim Betreten einer Metzgerei erschossen wurde.

### Bilanz

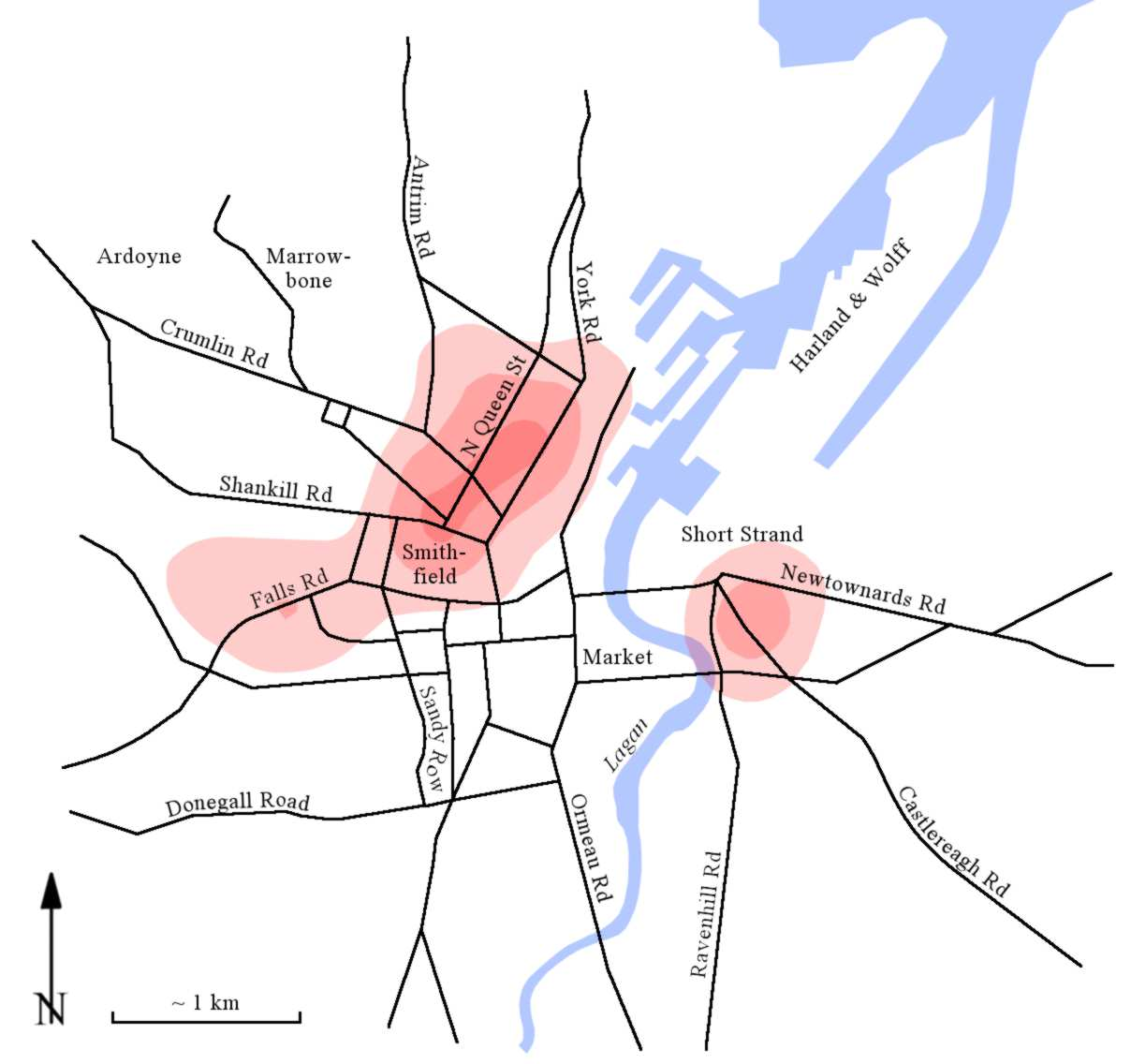
Tote der Unruhen zwischen 1920 und 1922.
50–100 Tote pro km²
100–150 Tote pro km²
über 150 Tote pro km²

Nach Angaben von 2004 starben während der Unruhen 498 Menschen; ältere Veröffentlichungen gehen von 416 bis 455 Toten aus. Die genaue Zahl der Toten bleibt unsicher, da möglicherweise Menschen heimlich beerdigt wurden und es in einigen Fällen unklar ist, ob die Toten Opfer der Unruhen oder von Kriminalität wurden. 83 Prozent der Toten waren Männer und 6 Prozent Kinder unter 15 Jahren. 56 Prozent der Opfer waren Katholiken, 39 Prozent Protestanten. Bei 5 Prozent ist die Religion unbekannt. Im ersten Halbjahr 1922 starben rund 285 Menschen; im Nordirlandkonflikt wurden in Belfast 1972 – dem Jahr mit der höchsten Zahl von Toten – 298 Personen Opfer des Konflikts. 35 Polizisten wurden während der Unruhen getötet; 28 von ihnen starben bei Anschlägen der IRA.
Über 2000 Menschen wurden bei den Unruhen verletzt; rund 10.000 wurden von ihren Arbeitsplätzen vertrieben. Etwa 23.000 Katholiken, etwa ein Viertel aller Katholiken Belfasts, flüchteten infolge der Unruhen aus ihren Häusern.
Untersuchungen mit einem Geoinformationssystem zeigten auf, dass besonders viele Menschen in zwei sehr kleinen Teilen des Stadtgebiets starben. Dies waren ein Gebiet unmittelbar nordwestlich der Innenstadt sowie die Gegend um die katholische Enklave Short Strand im fast ausschließlich protestantischen Osten der Stadt. Weniger stark war das größte katholische Wohngebiet längs der Falls Road betroffen. Seinerzeit lagen mehrere größere Industriebetriebe zwischen der Falls Road und den protestantischen Vierteln der Shankill Road, die im Konflikt neutrales Gebiet waren. Infolge der Unruhen verstärkte sich die Segregation in Belfast: In nur 3 von 15 Kommunalwahlkreisen nahm zwischen 1911 und 1926 gleichermaßen die Zahl an Protestanten und Katholiken zu.

## Akteure

### Sicherheitskräfte
Bei Ausbruch der Unruhen war die britische Regierung für Sicherheit und Ordnung in Belfast verantwortlich. Ende November 1921 wurde die Verantwortlichkeit auf die nordirische Regierung unter James Craig übertragen. Die Regierung Craig sah die innere und äußere Bedrohung Nordirlands durch die Republikaner als den Kern des Sicherheitsproblems und die loyalistische Gewalt als hauptsächlich reaktiv an. Letztere würde enden, wenn die Bedrohung beseitigt sei.
Die für Belfast zuständige Polizei war die Royal Irish Constabulary (RIC); sie wurde zum 1. Juni 1922 von der Royal Ulster Constabulary (RUC) abgelöst. Zusätzlich zur Polizei kamen seit Ausbruch der Unruhen Einheiten der britischen Armee zum Einsatz; im Mai 1922 waren es acht Bataillone.  Der Ruf der RIC unter den Katholiken der Falls Road wird als vor 1920 vergleichsweise gut beschrieben; danach stieg das Misstrauen stark an. Die britische Armee war unter Katholiken weniger gefürchtet als die Polizei. Eine nächtliche Ausgangssperre wurde am 31. August 1920 eingeführt. Sie blieb bei mehrfacher Änderung von Geltungsbereich und -dauer bis 1924 in Kraft.
Der Historiker Alan F. Parkinson sieht ein offensichtliches Versagen der Behörden in Belfast, die nicht in der Lage gewesen seien, die Unruhen zu unterbinden oder einzudämmen. Insbesondere habe es kein konsequentes Vorgehen gegen Loyalisten gegeben; die Behörden hätten pragmatisch statt ausgewogen gehandelt. Dabei verschärften der Mangel an Sicherheitskräften und unklare Verantwortlichkeiten die Lage, so Parkinson.

#### Ulster Special Constabulary
Am 1. November 1920 gab die britische Regierung die Aufstellung einer Hilfspolizei für Ulster, der Ulster Special Constabulary (USC), bekannt. Zuvor hatten unionistische Politiker wie James Craig gefordert, aus den Reihen der Ulster Volunteer Force (UVF) Hilfspolizisten zu rekrutieren. Für die britische Regierung standen pragmatische Überlegungen wie die Finanzierung und der Mangel an Polizei- und Armeeeinheiten im Vordergrund.
Die USC bestand aus drei Abteilungen, die alle bewaffnet waren: vollzeitbeschäftigte A-Specials, teilzeitbeschäftigte B-Specials sowie eine Reserve für den Fall eines Notstandes, die C-Specials. B-Specials sollten in der Nähe ihres Wohnortes bei Fußstreifen, Straßensperren oder zur Bewachung von Gebäuden eingesetzt werden, wobei sie bei bewaffneten Streifen unter dem Kommando eines RIC-Beamten stehen sollten. Allein in Belfast sollten 4000 B-Specials rekrutiert werden. Anfänglich blieben die Rekrutenzahlen in Belfast deutlich hinter den Erwartungen zurück, gleichwohl UVF-Offiziere ihre Mannschaften zum Eintritt aufforderten.
In Belfast wurden ab Dezember 1920 A-Specials und ab Februar 1921 B-Specials eingesetzt. Nach dem Waffenstillstand im Irischen Unabhängigkeitskrieg wurde die USC vorübergehend demobilisiert. In der ersten Hälfte des Jahres 1922 war die USC verstärkt im Einsatz. Im April 1922 ging die Verantwortung für die USC von der britischen auf die nordirische Regierung über. Bei den Unruhen in Belfast wurden 11 Polizisten der USC getötet.
Katholische Nationalisten verglichen die USC oft mit den Black and Tans, die im Irischen Unabhängigkeitskrieg für brutale Übergriffe verantwortlich waren. Aus katholisch-nationalistischer Sicht war die USC ein Versuch, eine starke Kraft zur Unterdrückung der Minderheit in Nordirland aufzubauen. Unionisten stellten die Integration der UVF in die USC als Versuch dar, „leidenschaftliche“ Teile der protestantischen Arbeiterschaft einzubeziehen und so einen drohenden Bürgerkrieg zu verhindern. Britische Politiker und Militärs bezweifelten zum Teil den Sinn und Nutzen der USC.
Der Historiker Jonathan Bardon bezeichnet die USC als offiziell von der britischen Regierung genehmigte protestantische Miliz und verweist darauf, dass es keine entschlossenen Versuche gegeben habe, Katholiken zu einer Bewerbung zu bewegen. Alan F. Parkinson zufolge beteiligte sich eine erhebliche Minderheit der Hilfspolizisten an der Misshandlung von Katholiken. Unverhältnismäßig oft hätten USC-Einsätze zu Todesfällen geführt. Parkinson zieht eine gemischte Bilanz: Zwar habe es kaum bestrittene Erfolge der USC im Kampf gegen die Gewalt gegeben, die dabei eingesetzten Methoden seien vielfach zweifelhaft gewesen. Der schlechte Ruf der USC sei das Ergebnis einer Mischung aus Wahrheit und Gerüchten gewesen.

#### Mordvorwürfe gegen Polizisten
Bei mehreren während der Unruhen verübten Morden an Katholiken trugen die Täter laut Zeugenaussagen Polizeiuniformen. Die Ermordeten waren zum Teil IRA-Mitglieder; häufig waren kurz zuvor Anschläge auf Polizisten verübt worden. Zu den bekanntesten Vorfällen zählen die Morde in der Arnon Street am 22. Mai 1922, bei der Uniformierte fünf Katholiken erschossen oder erschlugen. Zuvor war in dem Viertel ein Polizist erschossen worden; die Täter waren vermutlich von einem Rädelsführer in einer nahegelegenen Polizeistation zusammengerufen worden. Am 24. März 1922 wurde Owen McMahon zusammen mit vier seiner Söhne und einem seiner Angestellten in seinem Haus erschossen. McMahon war ein erfolgreicher und stadtbekannter katholischer Geschäftsmann, der Inhaber mehrerer Pubs war. Am Vortag waren zwei B-Specials im Stadtzentrum erschossen worden. Bezugnehmend auf die Notstandsgesetzgebung für Nordirland erklärte Joseph Devlin in einer Debatte des britischen Unterhauses zu den McMahon-Morden: „Wenn Katholiken keine Revolver haben, um sich zu schützen, werden sie ermordet. Wenn sie Revolver haben, werden sie ausgepeitscht oder zum Tode verurteilt.“
Das südirische Verteidigungsministerium benannte im Februar 1924 zwölf Polizisten, die an den Morden beteiligt gewesen sein sollen. Einer von ihnen, der spätere nordirische Abgeordnete John W. Nixon, wurde im gleichen Monat wegen offener politischer Betätigung aus der RUC entlassen. Bedenken gegen Nixon waren der nordirischen Regierung seit August 1922 bekannt; eine Entlassung unterblieb wegen Nixons Rückhalt insbesondere im Oranier-Orden und bei den USC. Die Personalakte Nixons enthält keine eindeutigen Hinweise auf eine Beteiligung an den Morden.
Der Historiker Alan F. Parkinson hält es für wahrscheinlich, dass Polizisten oder von einigen Polizisten geduldete Loyalisten für die Morde verantwortlich waren. Hierfür sprächen vor allem die Freiheiten, mit denen die Täter während der Ausgangssperre agieren konnten und ihr Zugang zu seinerzeit seltenen Kraftfahrzeugen, insbesondere Lastkraftwagen. Allerdings sei es angesichts der geringen Zahl an Fällen wenig überzeugend, dass es sich um von höheren Stellen gebilligte Morde gehandelt habe.

### IRA
Im Gegensatz zum Süden und Westen Irlands waren Sinn Féin und die IRA in Belfast in einer klaren Minderheitenposition gegenüber den gemäßigten Nationalisten, die in der United Irish League und im Ancient Order of Hibernians (AOH) organisiert waren. Der AOH wird oft als katholisches Gegenstück zum protestantischen Oranier-Orden beschrieben. Die Zahl der IRA-Mitglieder in Belfast wird auf 400 bis unter 1000 geschätzt, die anfänglich schlecht ausgebildet und ausgerüstet waren. Vor Ausbruch der Unruhen war die IRA in der Stadt kaum aktiv.
Zu Beginn der Unruhen blieben führende IRA-Mitglieder distanziert und lehnten – aus ihrem Selbstverständnis als wichtigste revolutionäre Kraft in Irland heraus – eine Beteiligung ab. Für sie stellten die Unruhen „den üblichen Bruderzwist“ oder „Steinwurf-Wettbewerbe“ dar. Neu eingetretene Mitglieder wurden skeptisch gesehen, da sie nur gegen Loyalisten kämpfen wollten und ihnen das Verständnis für Ziele und Ideale der IRA fehle. Bis Mai 1921 blieben Anschläge der IRA sporadisch und waren improvisiert; meist wurden Schusswaffen gegen Sicherheitskräfte oder Protestanten eingesetzt.
Nach einer Reorganisation im Mai 1921 wurde die IRA aktiver. Nach Angaben von Zeitzeugen wurde die IRA im Sommer 1921 von Anwohnern der Gebiete um die Falls Road unterstützt. So wurden nachts Gaslaternen gelöscht; durch Lärm mit Mülleimerdeckeln oder aus Grammophontrichtern wurde vor anrückenden Sicherheitskräften gewarnt; Türen blieben angelehnt, um Fluchtmöglichkeiten zu bieten. Nach dem Waffenstillstand im Unabhängigkeitskrieg wurde Eoin O’Duffy als Verbindungsoffizier der IRA zur britischen Armee in Belfast eingesetzt. O’Duffy bezog Quartier in der St Mary’s Hall, ein Saal einer Pfarrgemeinde im Stadtzentrum. Das Gebäude wurde auch von Sinn Féin genutzt und diente zur Sammlung von Informationen über Gegner der Republikaner. Im März 1922 endete die Nutzung des Saals, nachdem bei einer Polizeidurchsuchung wenige Waffen, Mitgliederlisten der IRA und Unterlagen zur USC gefunden worden waren.
Das erste Halbjahr 1922 war der Höhepunkt der IRA-Aktivitäten in Belfast mit zahlreichen Schießereien, Brand-, Bomben- und Mordanschlägen. Die für die Stadt zuständige IRA-Einheit hatte zu dieser Zeit die zweitbeste Ausrüstung einer IRA-Division. Nach Schätzungen eines führenden Mitglieds wurde die IRA von weniger als zehn Prozent der Belfaster Katholiken aktiv unterstützt. Zeitweise bestand mit den Belfast Guardians eine von der südirischen Regierung bezahlte geheime Gruppe, deren 72 Mitglieder die katholischen Viertel der Stadt schützen sollten.
Der Beginn des Irischen Bürgerkrieges und zunehmende Erfolge der Sicherheitskräfte führten im Sommer 1922 zu einem raschen Ende der IRA-Kampagne in Belfast. Die Mehrheit der Republikaner in der Stadt befürwortete den Vertrag; viele verließen desillusioniert die Stadt und schlossen sich der Irischen Armee an. Die Personen- und Ortskenntnisse der B-Specials erleichterten die Bekämpfung der IRA; zudem ließen die harten Strafen der Notstandsgesetzgebung die Unterstützung durch die Bevölkerung schwinden: Die IRA fing im Sommer 1922 Briefe an die Polizei ab, in denen zahlreiche Hinweise auf die Aktivitäten der IRA enthalten waren.
Historiker beschreiben die Rolle der IRA in den Unruhen als nicht allein reaktiv und defensiv: Robert Lynch sieht IRA-Anschläge als von Gruppenhass motiviert an und verweist auf Anschläge auf Straßenbahnen, die mit protestantischen Werftarbeitern besetzt waren. Alan F. Parkinson bezeichnet von der IRA zur Vergeltung verübte Morde als Teil eines schmutzigen Krieges, an dem Loyalisten mit weitaus mehr Morden beteiligt waren. Parkinson schätzt, das die IRA für ungefähr 30 Prozent der Toten der Unruhen verantwortlich war, während Lynch von unter 20 Prozent ausgeht. Lynch sieht das Bild einer heroischen Verteidigung katholischer Viertel durch die IRA als im Widerspruch stehend zu der seiner Ansicht nach geringen Zahl von acht bis zwölf bei den Unruhen getöteten IRA-Mitgliedern. Laut Lynch können auf katholischer Seite noch andere Organisationen aktiv gewesen sein, insbesondere der AOH, der aus Sicht gemäßigter Nationalisten der „natürliche Kandidat“ für die Rolle des Verteidigers katholischer Gebiete gewesen sei.

### Loyalisten
Auf loyalistischer Seite dominierten spontan verübte Verbrechen aus Hass, die durch den verbreiteteren Besitz von Waffen erleichtert wurden. Die Täter waren in ihrer Mehrheit unorganisiert, gleichwohl es Koordination bei Angriffen und bei der Auswahl von Zielen gab. Es existierten einige Splittergruppen mit zum Teil überlappender Mitgliedschaft, beispielsweise die Imperial Guards oder die Cromwell Clubs. Die Gruppen hatten Verbindungen zur UVF, die in ihrer Gesamtheit allerdings eher an einer formalen Anerkennung und Überführung in die USC interessiert war.
Die bekannteste Gruppe gewaltbereiter Loyalisten war die Ulster Protestant Association (UPA), die spätestens im Herbst 1920 aus den Organisatoren der Vertreibung von Katholiken von ihren Arbeitsplätzen, der Belfast Protestant Association, hervorging. In Belfast bestanden vier UPA-Gruppen. Die Gruppe im Osten der Stadt hatte 150 Mitglieder mit etwa 50 Aktivisten und finanzierte sich durch zum Teil erpresste Spenden. Die UPA überwachte Nationalisten und war an einer beträchtlichen Anzahl von Anschlägen beteiligt. Auf Initiative eines britischen Generals versuchte die nordirische Regierung, einen Teil der UPA-Mitglieder in die USC aufzunehmen. Entsprechende Kontakte blieben ergebnislos. In der Endphase der Unruhen wurden UPA-Mitglieder verhaftet oder interniert.
Dem Historiker Alan F. Parkinson zufolge gingen die Sicherheitskräfte verspätet und halbherzig gegen Gruppen wie die UPA vor, gleichwohl es keine Belege für eine aktive Zusammenarbeit durch höhere Polizeibeamte oder eine Billigung solcher Gruppen durch die Polizei gebe. Parkinson sieht die loyalistischen Anschläge als Ausdruck der Opposition gegen ein vereintes Irland und gegen IRA-Anschläge außerhalb Belfasts. Damit hätten die Katholiken der Stadt die Rolle eines Sündenbocks innegehabt. Ähnlich hatte sich der katholische Bischof MacRory Anfang 1922 geäußert: Er sprach von einer Doktrin einer stellvertretenden Bestrafung, bei der die Katholiken in Belfast für die Sünden ihrer Brüder anderswo leiden müssten.

## Folgen und Bewertungen
Den Unruhen Anfang der 1920er Jahre folgte eine Zeit „bemerkenswerter Ruhe“: Von kurzen Unruhen 1935 abgesehen, kam es in Belfast bis zum Beginn des Nordirlandkonflikts 1969 zu keinen größeren Auseinandersetzungen zwischen Protestanten und Katholiken. Die Unruhen prägten gleichermaßen die Haltung des nordirischen Staates und seiner katholischen Minderheit, so Alan F. Parkinson: Für Unionisten rechtfertigte die Rolle der IRA während der Unruhen eine harte Haltung des Staates gegenüber der Minderheit, bei der elementare menschliche Freiheiten eingeschränkt wurden. Für die katholische Minderheit bestätigte der mangelnde Schutz vor loyalistischen Mobs und Heckenschützen vorhandenes Misstrauen und führte zu einer Kooperationsverweigerung gegenüber dem nordirischen Staat. Patrick Shea, einer der wenigen katholischen hohen Regierungsbeamten in Nordirland, schildert die Katholiken Belfasts als mutlos und eingeschüchtert. Mitte der 1920er Jahre sei ihre Angst vor den Protestanten die von Menschen gewesen, die gewaltsam unterworfen und jeglicher Mittel zur Vergeltung beraubt worden waren. Zugleich ignorierten sie die Vorwürfe der Protestanten zur Rolle der IRA bei den Unruhen, so Shea.
Katholische Nationalisten nennen die Unruhen häufig ein Pogrom – eine Bezeichnung, die von Historikern als unvollkommen und wenig hilfreich abgelehnt wird, da es keine zentrale Lenkung durch eine Regierung gegeben habe, das Leid nicht völlig einseitig verteilt gewesen sei und es kein unterschiedsloses Töten von Frauen und Kindern gegeben habe. Für Jonathan Bardon sind die Auseinandersetzungen ein bösartiger, von Gruppenhass geprägter Krieg in einer Zeit politischer Wirren. Für Alan F. Parkinson beschreibt kein Begriff die vielfältige Natur des Konflikts angemessen. Parkinson betont den „unheiligen“ Charakter der Auseinandersetzungen, in denen beide Seiten sich isoliert und belagert sahen.
Der irische Schriftsteller Michael McLaverty (1904–1992) schilderte 1939 in Call My Brother Back die Unruhen aus Sicht eines Jugendlichen, der von der Insel Rathlin nach Belfast gezogen war, als alptraumhaftes Bild: Gepanzerte Fahrzeuge, die über das Kopfsteinpflaster der engen Straßen rasen und die Häuser erschüttern, die Schreie der Opfer, die „Mord, Mord“-Rufe der Nachbarn, plötzlich auftauchende IRA-Mitglieder, die in die benachbarten protestantischen Viertel schießen.